# 西辻一真
西辻 一真（にしつじ かずま、1982年6月28日 - ）は、日本の実業家。株式会社マイファーム創業者、代表取締役。学校法人札幌静修学園理事長。WE農業協同組合組合長。将来の夢は世界中の人が土に触っている時間のある生活を持つ社会を創ることでその後、地元の福井県で農家になることを夢見ている。

## 経歴
- 1982年 - 福井県にて生まれる。
- 2001年 - 福井県立藤島高等学校卒業
- 2006年
  - 京都大学農学部資源生物科学科卒業
  - ネクスウェイ入社。
- 2007年 - 株式会社マイファームを設立、代表取締役に就任
- 2010年 - 農林水産省政策審議委員就任[1]、2012年度退任。
- 2017年 - 総務省「ふるさとづくり大賞」総務大臣賞 受賞[2]
- 2019年 - 4月8日、兵庫県丹波市立『農（みのり）の学校』開校（校長）[3][4]
- 2020年 - 東京農業大学大学院生物産業学研究科に入学、2022年度途中退学。
- 2021年 - 学校法人札幌静修学園理事長に就任
- 2021年 - 一般社団法人日本有機農産物協会代表理事に就任後、2024年度代表退任。
- 2023年 - 株式会社マイファームを東証プロマーケット市場へ上場させた後、2024年度上場廃止。
- 2025年 - 日本農業実践学園理事に就任、WE農業協同組合組合長に就任。

## 出演した番組
- 日経スペシャル ガイアの夜明け #381“手作り食”が消費を動かす ～「作ってみたい」を応援する新ビジネス～【広がる家庭菜園ビジネス…「面倒な部分、引き受けます」】（2009年9月1日、テレビ東京）[5][6]
- がっちりマンデー!!（TBSテレビ）[7]
- ETV特集 (NHK)[8]
- 日経スペシャル カンブリア宮殿 耕作放棄地を体験農園に！ 農業の楽しさを広める異色ベンチャー（2015年11月19日、テレビ東京）[9]
- サンデーモーニング（TBSテレビ）[10]
- 夢の扉 〜NEXT DOOR〜（TBSテレビ）[11]
- サンデーLIVE!!（テレビ朝日）
- ワールドビジネスサテライト（テレビ東京）
- 日経スペシャル ガイアの夜明け "農業”の普及に人生をかける！「マイファーム」西辻一真社長【ガイアの夜明け配信企画「あの主人公はいま…」#83】（2025年2月26日、テレビ東京）[5][6]

## 受賞歴
- 第1回Lien PROJECT by The SAZABY LEAGUE 優秀賞[12]
- ETICイノベーショングラント ファイナリスト[13]
- 大阪CB・CSOアワード 大賞[14]
- エコジャパンカップ エコプロダクツ大賞[15]
- 2017年度 - 総務省「ふるさとづくり大賞」総務大臣賞 受賞[2]
- 2022年度 - JCI JAPAN TOYP2022 農林水産大臣奨励賞 受賞

## 書籍

### 著書
- 『マイファーム 荒地からの挑戦 農と人をつなぐビジネスで社会を変える』（著者:西辻一真）（2012年4月27日、学芸出版社）ISBN 978-4-7615-1306-1
- 『農業再生に挑むコミュニティビジネス 豊かな地域資源を生かすために シリーズ・いま日本の「農」を問う 7』（著者:曽根原久司 西辻一真 平野俊己 佐藤幸次 南部町商工観光交流課）（2015年7月1日、ミネルヴァ書房）ISBN 9784623073054

### 関連書籍
- 『ぼくらは働く、未来をつくる 向井理×12人のトップランナー』（著者:AERA編集部）（2014年11月20日、朝日新聞出版社）- 俳優・向井理と12人のトップランナーとの対談集 ISBN 978-4-02-331345-3